# Music for a Big Night Out
Music for a Big Night Out – szesnasta studyjna płyta zespołu Scooter wydana 2 listopada 2012.
Album zawiera 12 utworów. Promują go single 4 AM i Army of Hardcore.

## Lista utworów
| Nr  | Tytuł                  | Czas |
| --- | ---------------------- | ---- |
| 1.  | „Full Moon”            | 1:50 |
| 2.  | „I'm a Raver, Baby”    | 3:16 |
| 3.  | „Army of Hardcore”     | 2:57 |
| 4.  | „4 AM”                 | 3:16 |
| 5.  | „No Way to Hide”       | 3:22 |
| 6.  | „What Time Is Love?”   | 3:10 |
| 7.  | „Overdose (Frazy)”     | 3:03 |
| 8.  | „Talk About Your Life” | 3:25 |
| 9.  | „I Wish I Was”         | 3:25 |
| 10. | „Black Betty”          | 3:34 |
| 11. | „Too Much Silence”     | 5:38 |
| 12. | „Last Hippie Standing” | 6:37 |